# Hypermaepha maroniensis
Hypermaepha maroniensis là một loài bướm đêm thuộc phân họ Arctiinae, họ Erebidae.